# مدیسون هو
مدیسون هو (انگلیسی: Madison Hu؛ زادهٔ ۲ ژوئن ۲۰۰۲) هنرپیشه اهل ایالات متحده آمریکا است. وی از سال ۲۰۱۱ میلادی تاکنون مشغول فعالیت بوده‌است.
وی بازیگر فیلم‌هایی همچون کلمات بد (۲۰۱۳)، گریس و فرانکی (۲۰۱۵)، بیزاردوارک (۲۰۱۹)، وویجرز (۲۰۲۱) و بوگیمن (۲۰۲۳) بوده‌است.

## اوایل زندگی
هو در لانگویو، تگزاس، دختر مهاجران چینی آمریکایی‌ها به دنیا آمد. او یک برادر بزرگتر دارد که در چین به دنیا آمده است. هو به کالیفرنیای جنوبی نقل مکان کرد و در آنجا به عنوان بازیگر شروع به کار کرد.